# Corneliu Papură
Corneliu „Papi“ Papură (* 5. September 1973 in Craiova, Kreis Dolj) ist ein ehemaliger rumänischer Fußballspieler und derzeitiger -trainer. Er absolvierte insgesamt 236 Spiele in der rumänischen Divizia A, 26 Spiele in der französischen Division 1, 25 Spiele in der israelischen ersten Liga, der Ligat ha’Al und 17 Spiele in der Chinese Super League. Außerdem nahm er an der Fußball-Weltmeisterschaft 1994 teil.

## Spielerkarriere

### Verein
Papură begann das Fußballspielen in seiner Heimatstadt Craiova bei Universitatea Craiova. Im Jahr 1991 rückte er in die erste Mannschaft auf, die zuvor die rumänische Meisterschaft gewonnen hatte. Seinen ersten Einsatz in der höchsten rumänischen Fußballliga, der Divizia A, bestritt er am 21. Juni 1992 gegen Rapid Bukarest. Bei Universitatea Craiova verbrachte Papură den Großteil seiner Karriere und stand dort insgesamt viermal unter Vertrag. Er wurde bereits in der Saison 1992/93 zum Stammspieler und feierte am Saisonende mit dem Gewinn des rumänischen Pokals den größten Erfolg seiner Karriere.
Nachdem er mit Universitatea Craiova stets um die rumänische Meisterschaft gespielt hatte, wagte er den Sprung ins Ausland und schloss sich im Jahr 1996 dem französischen Verein Stade Rennes an, der in der Division 1 spielte. Papură wurde Stammspieler und schaffte den Klassenerhalt. Aufgrund einer Verletzung kam er danach aber nicht mehr zum Einsatz und wechselte im Laufe der Saison 1998/99 zurück nach Craiova. Hier fand er zu alter Stärke zurück. Allerdings war Universitatea Craiova nicht mehr eines der führenden rumänischen Teams, sondern kämpfte lediglich um den Klassenerhalt. Im Mai 2001 löste Gigi Nețoiu, der Mäzen des Vereins, die Verträge mit Corneliu Papură und Gabriel Popescu auf. Die beiden Spieler schlossen sich FC Național Bukarest an, der von ihrem ehemaligen Mitspieler Cosmin Olăroiu trainiert wurde.
Im Herbst 2001 wurde Papură von FC Național an Beitar Jerusalem ausgeliehen, wo er am 5. November 2001 im Auswärtsspiel bei Maccabi Tel Aviv in der ersten israelischen Liga debütierte. Auch dieser Auslandsaufenthalt währte nicht lange, denn er kehrte bereits im Mai 2002 nach Rumänien zurück, nachdem er mit Beitar den Klassenerhalt geschafft hatte. Im Juli 2002 unterschrieb Papură wieder bei Universitatea Craiova und avancierte dort zum Mannschaftskapitän. Im Rahmen eines Trainingslagers überwarf er sich im Juli 2004 mit Trainer Mircea Rednic, der ihm daraufhin die Kapitänsbinde abnahm. Nach vier Spieltagen der Saison 2004/05 wurde Papură Ende August 2004 nach Zypern an AEL Limassol ausgeliehen. Nachdem Universitatea Craiova im Laufe der Hinrunde ans Tabellenende gerutscht war, übernahm Vereinspräsident Pavel Badea das Traineramt und holte Papură im Januar 2005 vorzeitig von AEL Limassol zurück. Doch auch mit dessen Unterstützung konnte lediglich ein Sieg in der Rückrunde errungen werden, so dass sämtliche Spieler des Vereins die Freigabe erhielten, als der Abstieg in die Divizia B feststand. Papură verließ Universitatea Craiova zwei Spieltage vor Saisonende und wagte im Juli 2005 den Wechsel nach China zum zweitklassigen Team Changchun Yatai F.C. Mit diesem gelang ihm in den zehn noch ausstehenden Meisterschaftsspielen der Aufstieg in die Chinese Super League. In der Saison 2006 spielte er für den chinesischen Zweitligisten Guangzhou Pharmaceutical FC und kehrte zum Jahresende nach Rumänien zurück. Dort schloss er sich zur Rückrunde der Saison 2006/07 erneut FC Național Bukarest an und beendete nach dem Abstieg des Vereins aus der Liga 1 im Mai 2007 seine aktive Laufbahn.

### Nationalmannschaft
Papură bestritt insgesamt zwölf Spiele für die rumänische Fußballnationalmannschaft, ohne jedoch ein Tor zu erzielen. Sein Debüt gab er am 13. Februar 1994 gegen die USA. Nationaltrainer Anghel Iordănescu berief ihn in den Kader der Fußball-Weltmeisterschaft 1994 in den USA, wo er zweimal zum Einsatz kam.
In elf Spielen für die rumänische U-21-Fußballnationalmannschaft erzielte er zwei Tore.

## Trainerkarriere
Am 8. Juni 2007 wurde Corneliu Papură zum neuen Trainer von FC Național ernannt, der seinen Namen vor Beginn der Zweitligasaison 2007/08 in FC Progresul Bukarest abänderte. Das Engagement wurde allerdings bereits im Laufe der Hinrunde 2007/08 beendet. Nach der Ernennung von Ovidiu Stîngă zum Sportdirektor von Universitatea Craiova wurde Papură Ende November 2007 Trainer von Primăvara Craiova, der in der vierten Liga spielenden Nachwuchsmannschaft von Universitatea, bei der er Dragoș Bon ablöste. Nachdem sein Halbjahresvertrag im Mai 2008 nicht verlängert worden war, übernahm Daniel Mogoșanu das Traineramt bei Primăvara und Papură begann als Spielervermittler zu arbeiten. Im September 2009 wurde Daniel Mogoșanu als Trainer der ersten Mannschaft von Universitatea Craiova entlassen und übernahm erneut die zweite Mannschaft, die unter dem Namen Primăvara Craiova inzwischen in der Liga III antrat. Nach sechs Niederlagen in sechs Ligaspielen wurde er am 19. Oktober 2009 durch Corneliu Papură ersetzt. Als Anfang Januar 2010 Mark Wotte neuer Trainer von Universitatea Craiova wurde, übernahm Papură die Aufgaben des Co-Trainers und übergab Primăvara Craiova an seinen Nachfolger Petrișor Bondrea. Nachdem Wotte Anfang Mai 2010 entlassen worden war, löste Papură seinen Vertrag ebenfalls auf. Er übernahm im Juli 2010 das Traineramt bei Alro Slatina, einem Neuaufsteiger in die Liga II, wo er von Daniel Mogoșanu als Co-Trainer unterstützt wurde. Nachdem Alro in den ersten sechs Ligaspielen der Saison 2011/12 nur drei Unentschieden erzielen konnte, wurde Papură am 26. September 2011 bei dem Tabellenvorletzten entlassen und durch Mogoșanu ersetzt. Von Oktober bis Dezember 2012 betreute er den Lokalrivalen FC Olt Slatina.
Im August 2013 wurde Papură zunächst Jugendtrainer bei CSU Craiova, Anfang Oktober 2013 Co-Trainer von Ovidiu Stîngă bei der ersten Mannschaft in der Liga II. Mit der Entlassung von Stîngă im März 2014 endete auch sein eigenes Arbeitsverhältnis.

## Familie
Papură ist seit 1998 mit der ehemaligen Langstreckenläuferin Lelia Deselnicu verheiratet. Das Paar hat zwei Kinder.

## Erfolge
- WM-Teilnehmer: 1994
- Rumänischer Pokalsieger: 1993

## Auszeichnungen
Am 25. März 2008 wurde Papură vom rumänischen Staatspräsidenten Traian Băsescu für die Leistungen in der Nationalmannschaft mit dem Verdienstorden „Meritul sportiv“ III. Klasse ausgezeichnet.